# Camp de Lodi
Le camp de Lodi fonctionne entre 1954 et 1962 (appelé centre d’hébergement par les autorités françaises), situé à 100 km au sud-ouest d'Alger (Algérie), près du village Draa Essamar ou Draa-Esmar, est un camp d'internement composé de 80 % de Français d'Algérie ("Pieds-Noirs") et 20 % de Français métropolitains pendant la guerre d'Algérie.

## Histoire
Ancienne colonie de vacances de la Compagnie des chemins de fer algériens de l'État (C.F.A), connue sous le nom du « Petit cheminot à la montagne », le camp de Lodi comprenait 162 personnes en octobre 1955. Le camp était entouré de barbelés et hébergeait des européens favorables ou supposés favorables à l'Algérie indépendante, militants communistes , enfermés arbitrairement pendant plusieurs années sans procès et sans jugement .
Le 12 juin 1957 Henri Alleg directeur du journal communiste « Alger républicain » est torturé et interné au camp de Lodi. Gilberte Salem-Alleg publie à L'Express (n°329 du 2 août 1957) et sur le quotidien L’Humanité, une lettre ouverte intitulée « Si mon mari est encore vivant, il est aujourd'hui en danger de mort ! », publications qui alarmeront l'opinion publique et les politiques.